# Reuven Niemeijer
Reuven Zino Niemeijer (Hengelo, 27 marzo 1995) è un calciatore olandese, attaccante del De Graafschap.

## Carriera

### Heracles Almelo
Esordisce tra i professionisti con l'Heracles Almelo il 2 dicembre 2016, subentrando all'88' nel match interno con il NEC (2-0). Gioca la prima gara da titolare in Eredivisie il 1º aprile 2017, aprendo le marcature con il suo primo gol con i professionisti nella sfida vinta per 4-1 ai danni dell'Heerenveen. A partire da questo incontro, gioca titolare tutte le partite seguenti e nel successo interno sull'ADO Den Haag (4-0) trova la sua prima doppietta in Eredivisie. Nella stagione successiva, nel girone d'andata non salta un incontro e segna 7 reti nelle prime 19 partite; nel girone di ritorno trova meno spazio e chiude la stagione con 8 reti in 25 partite.

### Emmen
Dopo tre panchine consecutive, passa in prestito all'Emmen con il quale esordisce il 16 settembre, giocando da titolare nel successo esterno con l'Utrecht. Trova il primo gol stagionale il 4 novembre con l'Heerenveen (1-1) e chiuderà l'annata con 2 gol in 19 partite.

### Ritorno all'Heracles Almelo
Rientrato dal prestito, gioca una stagione con l'Heracles Almelo senza mai scendere in campo in Eredivisie. Con l'Under 21 gioca tutte le partite senza mai trovare il gol.

### Excelsior
Svincolatosi, firma con l'Excelsior, in Eerste Divisie. Esordisce il 29 agosto 2020 nella vittoria esterna ai danni del PSV Under 21 (6-1), per poi trovare il gol la settimana successiva nella sconfitta interna con l'Almere City (4-6). Torna alla doppietta dopo più di tre anni il 30 gennaio 2021, nell'incontro con l'FC Den Bosch (4-4). Chiude la stagione con il suo record di gol, 12 dei quali 11 in 38 partite di campionato.
Tuttavia, la sua migliore stagione sarà la seguente. Trova il suo primo gol stagionale il 3 settembre nel successo sull'FC Den Bosch (0-5); durante la stagione mette assieme tre doppiette da seconda punta, ai danni di VVV-Venlo (3-0), Almere City (4-4) e AZ Alkmaar Under 21 (3-3). In totale segna 17 gol e realizza 13 assist nella stagione regolare. Ai Play off, serve 4 assist tra il Primo Turno e le semifinali. Nella finale di ritorno del 29 maggio 2022, contribuisce in maniera fondamentale alla rimonta, con la squadra sotto di 3-0 al 78', con la rete del 2-3 all'83'; il pareggio di Dallinga al 93' porta la squadra ai supplementari che terminano 4-4, nella lotteria dei rigori vinta dall'Excelsior (12-11) l'Olandese trasforma il suo tiro dal dischetto.

### Brescia
Il 1º luglio 2022 viene acquistato dal Brescia per 500 mila euro. Il 6 agosto seguente fa il suo esordio ufficiale con le Rondinelle nella partita di Coppa Italia in casa del Pisa, subentrando nella ripresa a Florian Ayè, e fornendo poco dopo l'assist per il terzo gol del Brescia ad Emanuele Ndoj. Otto giorni dopo esordisce anche nel campionato di serie B, subentrando all'81' a Flavio Bianchi nella partita casalinga col Südtirol (2-0). Con le Rondinelle trova pochissimo spazio, giocando titolare solo Brescia-Cosenza del 1º maggio 2023 (2-1). Dopo 17 presenze tra campionato e Coppa senza gol, il 17 agosto 2023 rescinde il proprio contratto con il club lombardo.

### RKC Waalwijk
Dopo un solo anno all'estero, torna in Olanda, firmando con l'RKC Waalwijk. Torna a giocare in Eredivisie dopo più di tre anni il 20 agosto, subentrando al 61' nella sconfitta interna con l'AZ Alkmaar (1-3).

## Statistiche

### Presenze e reti nei club
Statistiche aggiornate al 20 agosto 2023.
| Stagione               | Squadra                | Campionato             | Campionato | Campionato | Coppe nazionali | Coppe nazionali | Coppe nazionali | Coppe continentali | Coppe continentali | Coppe continentali | Altre coppe | Altre coppe | Altre coppe | Totale | Totale | Totale |
| Stagione               | Squadra                | Comp                   | Pres       | Reti       | Comp            | Pres            | Reti            | Comp               | Pres               | Reti               | Comp        | Pres        | Reti        | Pres   | Reti   |        |
| ---------------------- | ---------------------- | ---------------------- | ---------- | ---------- | --------------- | --------------- | --------------- | ------------------ | ------------------ | ------------------ | ----------- | ----------- | ----------- | ------ | ------ | ------ |
| 2016-2017              | Heracles Almelo        | ED                     | 11         | 3          | CO              | 0               | 0               | UEL                | 0                  | 0                  | -           | -           | -           | 11     | 3      |        |
| 2017-2018              | Heracles Almelo        | ED                     | 25         | 8          | CO              | 2               | 0               | -                  | -                  | -                  | -           | -           | -           | 27     | 8      |        |
| 2018-2019              | Emmen                  | ED                     | 19         | 2          | CO              | 2               | 1               | -                  | -                  | -                  | -           | -           | -           | 21     | 3      |        |
| 2019-2020              | Heracles Almelo        | ED                     | 0          | 0          | CO              | 0               | 0               | -                  | -                  | -                  | -           | -           | -           | 0      | 0      |        |
| Totale Heracles Almelo | Totale Heracles Almelo | Totale Heracles Almelo | 36         | 11         |                 | 2               | 0               |                    | 0                  | 0                  |             | -           | -           | 38     | 11     |        |
| 2020-2021              | Excelsior              | EE                     | 38         | 11         | CO              | 4               | 1               | -                  | -                  | -                  | -           | -           | -           | 42     | 12     |        |
| 2021-2022              | Excelsior              | EE                     | 38+6       | 17+1       | CO              | 2               | 2               | -                  | -                  | -                  | -           | -           | -           | 46     | 20     |        |
| Totale Excelsior       | Totale Excelsior       | Totale Excelsior       | 76+6       | 28+1       |                 | 6               | 3               |                    | -                  | -                  |             | -           | -           | 88     | 32     |        |
| 2022-2023              | Brescia                | B                      | 15         | 0          | CI              | 2               | 0               | -                  | -                  | -                  | -           | -           | -           | 17     | 0      |        |
| 2023-2024              | RKC Waalwijk           | ED                     | 1          | 0          | CO              | 0               | 0               | -                  | -                  | -                  | -           | -           | -           | 1      | 0      |        |
| Totale carriera        | Totale carriera        | Totale carriera        | 147+6      | 41+1       |                 | 12              | 4               |                    | 0                  | 0                  |             | -           | -           | 165    | 46     |        |